# Isaac Hull
Isaac Hull (Derby, 9 marzo 1773 – Filadelfia, 13 febbraio 1843) è stato un ammiraglio statunitense, commodoro della US Navy.

## Biografia
Nato a Derby nel Connecticut (anche se secondo alcune fonti nacque nel vicino paese di Shelton) accompagnò il padre marinaio in diversi viaggi sin da piccolo. Alla morte del genitore fu adottato dallo zio William Hull, veterano della guerra d'indipendenza americana. Le sue prime esperienze di comando avvennero alla fine del XVIII secolo a bordo di navi mercantili. Nel marzo 1798 venne nominato tenente di vascello della US Navy da poco ricostituita e servì a bordo della fregata USS Constitution durante la cosiddetta quasi-guerra (1798-1800).
La sua carriera proseguì su diverse navi e nel 1806 venne promosso al grado di capitano di vascello.
Tra il 1811 e il 1812 assunse il comando della USS Constitution sulla quale aveva già prestato servizio in precedenza. Il 19 agosto 1812, mentre riconduceva la nave in patria dall'Europa, si trovò a fronteggiare la fregata britannica HMS Guerriere (nel frattempo era scoppiata la Guerra anglo-americana del 1812). Lo scontro navale fu molto duro e alla fine la nave americana riuscì ad affondare quella inglese. L'azione ebbe un forte impatto negli Stati Uniti e Hull ricevette molti onori per l'impresa compiuta.
Nel 1812 fu messo a capo della base navale di Portsmouth (a Kittery nel Maine). Successivamente servì per un breve periodo nel Board of Navy Commissioners a Washington per poi ricevere l'incarico di dirigere la base navale di Boston. Tra il 1823 e il 1827 comandò lo squadrone del Pacifico, un'unità navale impegnata in missioni nel Sud America. Dal 1829 al 1835 fu posto a capo della base navale di Washington. Dal 1839 al 1841 guidò lo squadrone del Mediterraneo.

## Riconoscimenti
- Fu insignito della medaglia d'oro del Congresso, il 29 gennaio 1813.
- Cinque navi della marina statunitense portano il suo nome.
- Il ponte che attraversa il fiume Housatonic tra le località di Derby e Shelton è stato chiamato Commodore Isaac Hull Memorial Bridge.